# ناتالي ماينز
ناتالي ماينز (بالإنجليزية: Natalie Maines)‏ (و. 1974 – م) هي مغنية مؤلفة، وموسيقية، وكاتبة غنائية، وعازف قيثارة، ومغنية من الولايات المتحدة الأمريكية ولدت في لوبوك، تكساس.

## التعليم
تعلمت في جامعة تكساس التقنية.

## روابط خارجية
- ناتالي ماينز على موقع IMDb (الإنجليزية)
- ناتالي ماينز على موقع الموسوعة البريطانية (الإنجليزية)
- ناتالي ماينز على موقع ميوزك برينز (الإنجليزية)
- ناتالي ماينز على موقع رولينغ ستون (الإنجليزية)
- ناتالي ماينز على موقع إن إن دي بي (الإنجليزية)
- ناتالي ماينز على موقع ديسكوغز (الإنجليزية)
- ناتالي ماينز على موقع قاعدة بيانات الفيلم (الإنجليزية)